# Eocetus
Eocetus és un gènere extint de cetacis de la família dels protocètids que visqueren durant l'Eocè mitjà, fa entre 38 i 41 milions d'anys. Se n'han trobat restes fòssils a Egipte, el Pakistan, el Sàhara Occidental i el Regne Unit. Una presumpta espècie trobada a Carolina del Nord (Estats Units) es classifica actualment com a Pachycetus wardii. Eocetus tenia les vèrtebres allargades, tot i que no tant com el basilosaure. Les costelles i les vèrtebres presentaven hiperostosi de l'escorça periòstica i rebliment de la cavitat medul·lar amb os esponjós.